# Classe 600 Falco
Le motovedette della Classe 600 Falco sono delle unità costiere in servizio anche per la Guardia di Finanza, la cui acquisizione è nata dall'esigenza da parte del Servizio Aeronavale di disporre di unità foranee capaci di operare anche in condizioni meteomarine poco favorevoli. Le unità sono state realizzate da FB Design nel periodo 2003 – 2006.
Le unità di questa classe sono equipaggiate con due motori VM MD706LH da 300 CV e montano trasmissioni di superficie di tipo ZF Trimax Ring Drive; sono realizzate con una carena a V profonda, laminate in vetroresina a sandwich. La zona occupata dall'equipaggio è protetta da pannelli antibalistici in Kevlar. Il tubolare è costituito di Hypalon e suddiviso in 13 compartimenti.
L'equipaggio ha una dotazione elettronica costituita da un radar di navigazione Raymarine SC72C, da una radio Rtx VHF/FM e da un plotter cartografico GEONAV 8 con cartografia Navionics.
L'armamento è costituito da 4 pistole mitragliatrici M12S calibro 9 × 19 mm Parabellum.